# Знаменська волость (Новомосковський повіт)
Знаменська волость — адміністративно-територіальна одиниця Новомосковського повіту Катеринославської губернії.
Станом на 1886 рік складалася з 8 поселень, 4 сільських громад. Населення — 9041 особа (4505 чоловічої статі та 4536 — жіночої), 3062 дворових господарств.
|                    | Площа, десятин | У тому числі орної, дес. |
| ------------------ | -------------- | ------------------------ |
| Сільських громад   | 20766          | 12401                    |
| Казенної власності | 2032           | 651                      |
| Іншої власності    | 361            | 225                      |
| Загалом            | 23159          | 13277                    |

Найбільші поселення волості:
- Знаменка — село при озері Запманськім в 12 верстах від повітового міста, 4022 особи, 693 двори, православна церква, школа, 2 постоялих двори, 4 лавки, 2 ярмарки, базари щоденно.
- Орлівщина — село при річці Пісковатій, 1984 особи, 389 дворів, православна церква, школа.
- Піщанка — село при річці Підпільній, 2210 осіб, 417 дворів, православна церква, школа.